# FMA AeMB.2
El FMA AeMB.2 Bombi fue un bombardero desarrollado en Argentina a mediados de la década de 1930. Era un monoplano de ala baja equipado con un tren de aterrizaje fijo y patín de cola. La configuración inicial de AeMB.1 estaba equipada con una torreta de ametralladora dorsal, la cual fue retirada en el diseño del AeMB.2 para mejorar la estabilidad. Se produjeron 15 ejemplares del AeMB.2 Bombi y un prototipo del AeMB.1, los cuales estuvieron en servicio con la Fuerza Aérea Argentina entre 1936 y 1945. Dos se perdieron por accidentes aéreos.

## Diseño y desarrollo
El FMA AeMB.2 Bombi fue diseñado para reemplazar el Breguet XIX, que había estado al servicio del ejército argentino desde fines de la década de 1920. El desarrollo comenzó en 1932, sin embargo el prototipo (número 201) fue completado hasta 1934, ya que faltaban algunos de los materiales necesarios (por ejemplo, tubos de aluminio). Las pruebas mostraron algunas deficiencias que forzaron cambios en el prototipo y la producción posterior de la serie. Por lo que, el motor y el chasis fueron revestidos y las dimensiones de los estabilizadores de cola fueron aumentadas para mejorar la estabilidad lateral.
El primer vuelo tuvo lugar el 9 de junio de 1935 y a fines de 1935, el bombardero fue presentado como Ae.M.B.1 en la base Aérea Militar de El Palomar en Buenos Aires. La versión de producción, a diferencia del prototipo, contaba con una cabina cerrada y un armamento ubicado en una cúpula con forma de torre de cristal, con dos ametralladoras Madsen de 7,65 mm en lugar de las ametralladoras británicas Lewis.
El primero (número 202) de 14 aviones de producción en serie fue entregado el 6 de marzo de 1936 a la 2.ª División de Material Aeronáutico del Ejército, el último (número 215) fue entregado el 10 de abril de 1936. Las aeronaves inicialmente tuvieron problemas con el tren de aterrizaje, lo que llevó a una prohibición provisional de vuelo el 1 de marzo de 1937 por parte de los militares. La aeronave con matrícula 203 perdió el tren de aterrizaje tras perder el control en la pista y las aeronaves con matrículas 207 y 214 perdieron una rueda del tren de aterrizaje mientras realizaban carreteos. En general, el AeMB.2 demostró ser poco confiable y demasiado lento, por lo que en febrero de 1938, los 9 AeMB.2 que aún conservaba el Ejército Argentino fueron modificados con un tren de aterrizaje mejorado, tanques modificados, una puerta más grande y una torreta distante. Tras las modificaciones, los aviones se utilizaron principalmente en tareas de observación, transporte y para el despliegue de hasta cinco paracaidistas. Los AeMB.2 fueron sustituidos por Northrop 8A y Martin 139 para el rol de bombarderos y a finales de 1947, el último Bombi fue dado de baja.

## Especificaciones (AeMB.2)
Datos de
Características generales
- Tripulación: 3
- Longitud: 10.90 m (35 ft 9 in)
- Envergadura: 17.20 m (56 ft 5 in)
- Altura: 2.80 m (9 ft 2 in)
- Superficie alar: 25.0 m² (269 ft2)
- Peso vacío: 2120 kg (4670 lb)
- Peso bruto: 3500 kg (7710 lb)
- Planta motriz: 1 × Wright R-1820-F3, 533 kW (715 hp)

Rendimiento
- Velocidad máxima: 285 km/h (177 mph)
- Alcance: 600 km (370 millas)
- Techo de vuelo: 6000 m (19 685 ft)
- Régimen de ascenso: 6000 m (19 685 ft)

Armamento
- 1 × Ametralladora Madsen de 7.65 mm fija para disparo frontal.
- 1 × Ametralladora Madsen de 7.65 mm móvil en torreta trasera.
- 1 × Ametralladora calibre 11.25 mm en posición ventral para disparo trasero.
- 400 kg (880 lb) de bombas